# Далматово
Далматово (рус. Далматово) град је у Русији у Курганској области. Према попису становништва из 2010. у граду је живело 13911 становника.

## Становништво
| 1939. | 1959.  | 1970.  | 1979.  | 1989.  | 2002.  | 2010.  |
| ----- | ------ | ------ | ------ | ------ | ------ | ------ |
| 7.700 | 11.011 | 12.583 | 15.325 | 17.494 | 14.972 | 13.911 |